# 阿诺亚古猿属
阿诺亚古猿属（學名：Anoiapithecus）是一個存活於中新世時一個古猿的属，現時已經灭绝。古生物學家估計阿诺亚古猿属跟森林古猿（Dryopithecus）的關係密切，因為這兩個屬皆生存於1200萬年前的中新世。這個屬目前只有一個物種，就是短吻阿诺亚古猿（Anoiapithecus brevirostris）。這個物種最初的化石樣本由Salvador Moyà-Solà來命名，因為這些化石發現於今日西班牙的沉積層。
短吻阿诺亚古猿的發現者描述這個類人（hominoid）物種屬於猿总科森林古猿族，相信比只能提供碎片化資料的肯尼亞古猿具有較多現代物種的特徵。這個採集自非洲的標本被認為是原始人的姊妹分類群，200萬年前的歐洲標本必須來自這兩個群體分裂後的時間。這意味著原始人可能已經在歐洲進化。
本屬的學名來自於發現化石的所在地：加泰罗尼亚的阿諾亞河地區。這些遺骸的外號叫，也就是「路加」這個名字在加泰羅尼亞語的叫法；但這個拼法用拉丁文去理解，又會有「光」的意思，意味着這個發現為人類的早期演化過程帶來了光。
人科物種在現代解剖學的特徵都可在路加的化石看得到：這包括了人科物種的獨特臉部特徵，例如鼻腔底部的開口較寬、高颧骨較高及顎骨較深。

## 參看
- 脈絡猿屬 Chororapithecus：同屬中新世的已滅絕人科動物；
- 納卡里猿屬 Nakalipithecus：同屬中新世但位於肯尼亞已滅絕森林古猿族的屬：
- 皮爾勞爾猿屬 Pierolapithecus：同屬中新世歐洲的其他已滅絕森林古猿；
- 桑布盧猿屬（英语：Samburupithecus） Samburupithecus：同屬中新世但位於肯尼亞的已滅絕森林古猿。